# Municipio de Lincoln (condado de Ellsworth)
El municipio de Lincoln (en inglés: Lincoln Township) es un municipio ubicado en el condado de Ellsworth en el estado estadounidense de Kansas. En el año 2010 tenía una población de 44 habitantes y una densidad poblacional de 0,46 personas por km².

## Geografía
El municipio de Lincoln se encuentra ubicado en las coordenadas 38°39′27″N 98°18′23″O / 38.65750, -98.30639. Según la Oficina del Censo de los Estados Unidos, el municipio tiene una superficie total de 95.27 km², de la cual 95,07 km² corresponden a tierra firme y (0,21 %) 0,2 km² es agua.

## Demografía
Según el censo de 2010, había 44 personas residiendo en el municipio de Lincoln. La densidad de población era de 0,46 hab./km². De los 44 habitantes, el municipio de Lincoln estaba compuesto por el 97,73 % blancos y el 2,27 % eran de una mezcla de razas. Del total de la población el 0 % eran hispanos o latinos de cualquier raza.